# 레이디 제인 그레이
제인 그레이(영어: Jane Grey, 1537년 - 1554년 2월 12일)는 1553년 불과 9일 동안 왕위에 올랐던 잉글랜드의 귀족이다. 튜더가의 방계였던 제인 그레이는 어린 나이로 사망한 에드워드 6세의 뒤를 이어 왕위에 올랐으나 메리 1세를 지지하는 세력에 곧바로 축출되었기 때문에 일반적으로 잉글랜드의 군주로서 인정되지 않으며 이 때문에 여성 귀족에 대한 호칭인 "레이디"(Lady)를 붙여 레이디 제인 그레이로 불린다. 에드워드 6세 시기 섭정이었던 더들리가와 혼인하였기 때문에 레이디 제인 더들리(Lady Jane Dudley)로 불리기도 하며, 단 9일 동안의 재위로 9일 여왕이라 불리기도 한다. 1553년 7월 10일 재위하여 7월 19일 폐위되었다.
제인 그레이는 헨리 7세의 딸 잉글랜드 왕녀 메리의 손녀로 헨리 8세에게는 종손녀가 된다. 이에 따라 에드워드 6세의 근친으로서 왕위를 주장할 수 있었지만 직계인 메리 1세와 엘리자베스 1세가 이미 왕위계승권이 복귀되어 있는 상황에서 섭정에 의해 추대된 방계의 즉위는 지지를 받기 어려웠다.
제인 그레이는 어려서부터 르네상스 인문주의자에 의해 엄격한 교육을 받으며 자랐고 1553년 5월, 에드워드 6세 시기 섭정으로서 사실상 잉글랜드의 실세였던 노섬벌랜드 공작 존 더들리의 아들 길퍼드 더들리와 결혼하였다. 평소 병약하였던 에드워드 6세는 당시 이미 병세가 위중한 상황이었기 때문에 존 더들리의 이러한 행동은 에드워드 6세 사후에도 자신의 권력을 유지하기 위한 것이었다. 1553년 6월 공개된 에드워드 6세의 유언장은 기존의 왕위계승법을 무효화하여 메리 1세 및 엘리자베스 1세의 왕위계승권을 박탈하고 제인 그레이를 후계자로 지명하였지만, 에드워드 6세의 뜻이라기 보다는 존 더들리의 의도로 작성되었다.
섭정이 왕위계승 서열에 간섭하는 것은 전통적 상황이라면 중대한 반역죄에 해당하였지만, 당시 잉글랜드의 종교적 갈등 상황에서 다수의 추밀원 신료들은 더들리의 행위에 동조하였다. 정상적인 왕위계승이 이루어질 경우 즉위하게 될 메리 1세는 독실한 가톨릭 신자였고 헨리 8세 이후 진행되고 있던 잉글랜드의 종교 개혁에 따른 잉글랜드 교회의 독립은 무효화 될 것이 분명해 보였기 때문이었다. 반면 제인 그레이는 잉글랜드 교회에 독실하였기 때문에 에드워드 6세 시기 계속하여 진행되던 종교 개혁을 중단없이 추진할 수 있으리라 기대되었다.
1553년 7월 6일 에드워드 6세가 사망하자 제인 그레이는 새로운 군주로 선포되었고 7월 10일 즉위하였다. 존 더들리는 방계의 왕위 계승이 여러 모로 불리하다는 점을 알고 있었기 때문에 사전에 미리 직계인 메리 1세를 사로잡아 구금시키고자 에드워드 6세의 임종을 핑계로 메리 1세를 런던으로 불러들였다. 그러나 존 더들리의 이러한 계획은 내부의 밀고자에 의해 메리 1세에게 사전에 알려졌고 메리 1세가 런던 대신 이스트앵글리아로 발걸음을 옮기자 실패하였다.
메리 1세는 이스트앵글리아에서 군대를 모아 거병하면서 평소 자신의 경쟁자로 여겼던 이복 동생인 엘리자베스 1세와 손을 잡았다. 엘리자베스 1세는 자타가 공인하는 개신교도였기 때문에 이 문제는 가톨릭 대 개신교라는 종교적 갈등이 아닌 직계의 정당한 왕위계승권을 부정하고 방계를 세운 섭정의 전횡으로 바뀌게 되었다. 상황이 이렇게 바뀌자 런던의 추밀원 신료들은 내전이 일어날 수 있다는 두려움에 제인 그레이에 대한 지지를 철회하고 메리 1세를 새로운 군주로 받아들였다. 1553년 7월 19일 추밀원은 제인 그레이를 폐위하고 런던탑에 구금시킨 뒤 메리 1세의 입성을 기다렸다.
1553년 8월 3일 메리 1세는 엘리자베스 1세와 함께 런던으로 입성하여 열렬한 환영을 받았다. 존 더들리는 반역죄로 기소된 지 한 달도 안되어 곧바로 처형되었고, 새롭게 즉위한 메리 1세는 제인 그레이에 대한 처분을 고심하였다. 메리 1세는 한 때 추밀원의 대부분이 자신 대신 제인 그레이를 지지하였다는 점을 잘 알고 있었기 때문에 즉위 직후 자신과 종교가 다르다는 이유로 신료를 처벌하지 않겠다고 약속하였지만 내심으로는 잉글랜드 교회의 가톨릭 복귀를 강력히 희망하고 있었다. 제인 그레이는 그저 시아버지인 존 더들리의 사실상 볼모였을 뿐이라는 동정론이 일기도 하였으나 결국 왕위를 찬탈하고자 하였다는 죄목을 벗어날 수 없었고, 1554년 2월 12일 열여서일곱 쯤의 나이로 참수당했다.

## 유년시절
제인 그레이는 아버지 서퍽 공작 헨리 그레이와 어머니 프랜시스 브랜던 사이의 맏이였다. 프랜시스 브랜던은 헨리 7세의 딸인 잉글랜드 왕녀 메리가 서퍽 공작 찰스 브랜던과 결혼하여 낳은 딸이었기 때문에 제인 그레이의 왕족 혈통은 모계에서 모계로 이어진 것이었다. 제인 그레이의 출생일은 1537년 10월로 알려져 있었으나 최근 연구는 그 보다 조금 이른 1537년 5월 이전일 수도 있다고 본다. 혹은 1536년 5월에서 1537년 2월 사이로 보는 견해도 있는데 이는 처형당시 제인 그레이의 나이를 열일곱이라 기록한 것과 일치한다. 제인에게는 밑으로 케서린과 메리 두 명의 여동생이 있었다.
제인 그레이는 당시 잉글랜드 교회의 주교이자 인문학자였던 존 아일머에게서 교육을 받아 라틴어, 그리스어, 이탈리아어를 구사할 수 있었고 라틴어와 그리스어로 편지를 썼다. 아버지인 헨리 그레이와 존 아일머가 종교 개혁의 정당성을 강조하였기 때문에 제인 그레이 역시 독실한 개신교도로서 성장하였다. 제인 그레이가 서신을 주고 받은 인물 가운데는 취리히의 개신교 신학자 하인리히 불링거도 있었다.
제인 그레이는 사냥이나 파티 보다는 서적을 탐독하는 성격이었지만 당시의 엄격한 교육 방식에는 불만이 있었고 자신을 찾아 온 학자 로저 애스컴에게 때리고 꼬집고 하는 갖가지 방법으로 체벌을 받는 것에 대한 불만을 말하였다.
1547년 2월 제인 그레이는 헨리 8세와 사별한 캐서린 파가 재혼한 토머스 시모어의 저택으로 보내졌다. 당시 시모어의 저택에는 엘리자베스 1세도 있었다. 캐서린 파는 임신한 상태였고 토머스 시모어는 정치적 야심과 함께 아동에 대한 성적 학대를 자행하는 인물이었다. 시모어는 아직 어린 제인 그레이에게는 손을 뻗지 않았지만 엘리자베스 1세에게는 장난을 가장하여 침실에 들어가 옷을 찢으며 학대하다 엘리자베스를 끌어 안는 모습을 부인 캐서린 파에게 발각되었다. 이 일로 엘리자베스는 5월 무렵 시모어 저택을 나갔고 제인 그레이는 그대로 남게 되었다. 캐서린 파는 9월에 딸 메리를 낳고 산욕열로 사망하였는데 당시 출산 후 여성의 사망은 비교적 흔한 일이었다. 11세였던 제인 그레이는 캐서린 파의 장례식에서 애도자를 이끄는 역할을 하였다.

## 결혼

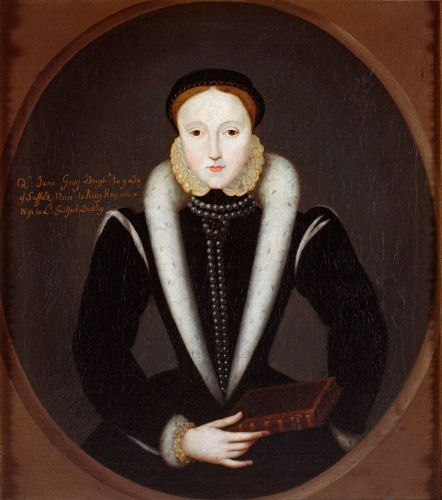
제인 그레이의 것으로 여겨지는 16세기의 초상화

토머스 시모어는 정치적 야심이 매우 큰 사람이었고 제인 그레이를 에드워드 6세와 결혼시켜 자신이 섭정의 자리를 차지하고자 하였다. 캐서린 파의 장례가 끝난 뒤에도 제인 그레이를 자신의 집에 두면서 음모를 꾸몄으나 당시 호국경으로서 섭정을 하였던 에드워드 시모어에게 발각되었다. 결국 토머스 시모어는 국왕을 납치하여 강제로 혼인시키고자 한 혐의로 기소되어 처형되었다.
토머스 시모어의 음모에 제인 그레이가 연루된 것은 사실 여부와 관계없이 그레이가에겐 큰 위기였다. 헨리 그레이는 딸 제인을 서둘러 결혼시킴으로써 이 문제를 해결하고자 하였다. 결혼 협상의 처음 대상은 호국경 에드워드 시모어의 아들 에드워드 시모어 허포드 백작이었지만 성사되지 않았고 토머스 시모어의 처형이후 새로운 실세가 된 존 더들리의 아들 길퍼드가 물망에 올랐다. 노섬벌랜드 공작 존 더들리는 추밀원의 의장이 되며 실권을 잡았다. 평소 병약하던 에드워드 6세의 병세가 심상치 않자 존 더들리는 서둘러 그레이가와의 혼인을 추진하여 제인과 두 여동생 모두를 자신의 가문과 혼인 시키는 삼중 결혼을 추진하였다. 1553년 5월 25일 제인은 길포드 더들리와 혼인하였고 이 날 두 동생의 결혼도 함께 진행되었다.

## 9일 여왕
헨리 8세는 아라곤 왕녀 카탈리나와 파혼하면서 메리 1세의 왕위계승권을 박탈하였고 앤 불린을 처형하면서도 엘리자베스 1세의 왕위계승권을 박탈하였으나, 이후 에드워드 6세가 태어나 아들의 왕위 계승이 확실해지자 1544년 두 딸의 계승권을 모두 복권시켰다. 이 때 정비된 왕위계승 서열은 헨리 8세의 적장자인 에드워드 6세가 법정추정상속인으로서 1순위이고 이후 메리 1세와 엘리자베스 1세가 추정상속인으로서 각각 2, 3 순위이며 셋 모두 자녀가 없이 사망할 경우에야 제인 그레이가 왕위에 오를 수 있었다. 헨리 8세는 잉글랜드의 왕위가 스코틀랜드로 넘어가는 것을 막기 위해 스튜어트가와 혼인한 마거릿 튜더의 후손들에게는 왕위계승권을 부여하지 않았고, 명확한 이유를 알 수 없지만 제인 그레이의 어머니인 프랜시스 브랜던 역시 왕위계승권이 부여되지 않았다.

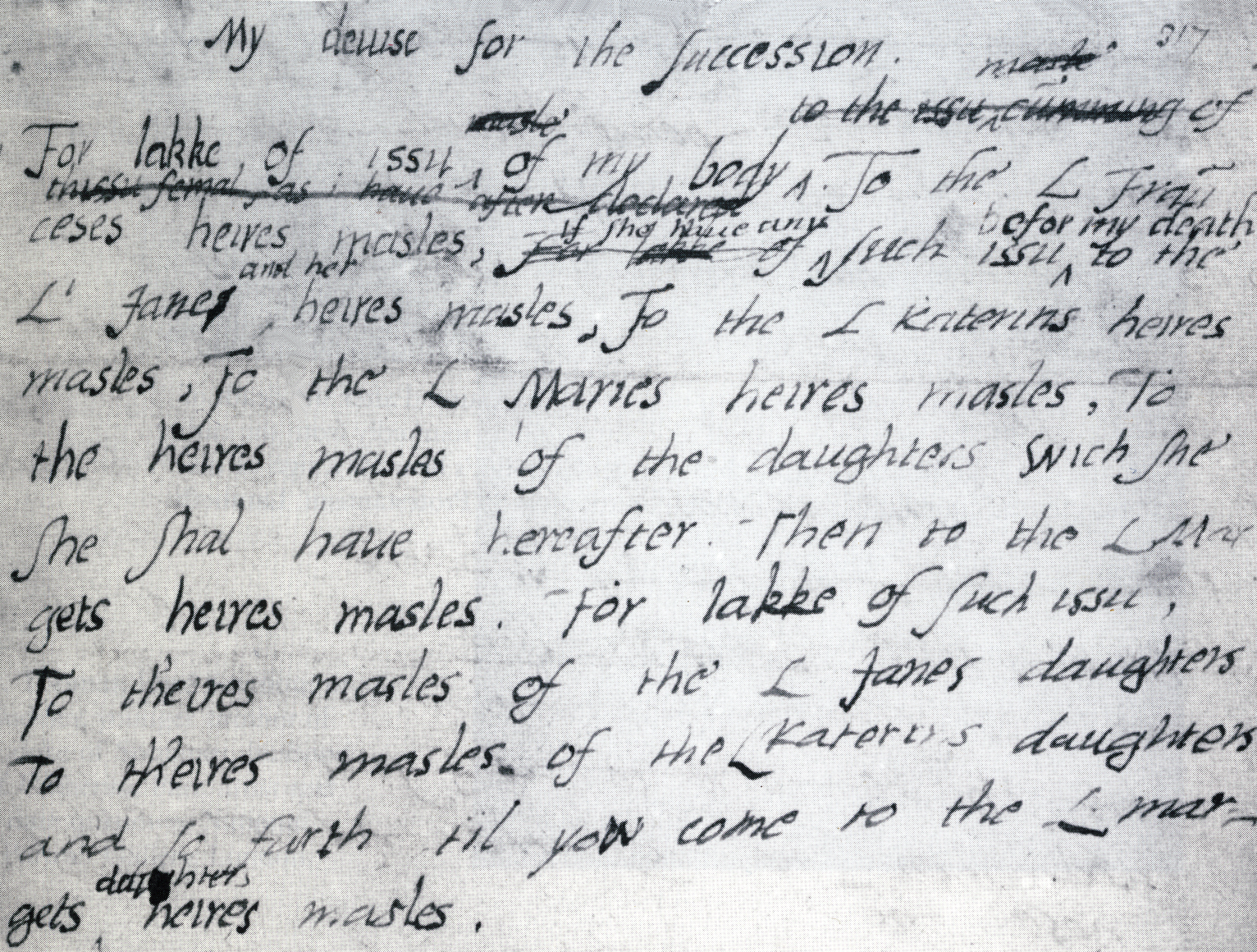
에드워드 6세의 유언장. 자필로 작성된 이 유언장에 "레이디 제인의 후손"이라는 문구가 "레이디 제인과 그 후손"이라는 문구로 변경된 것이 보인다.

1553년 초여름 어느 시점에 병세가 나날이 악화되어 가던 에드워드 6세는 유언장을 작성하였다. 유언장은 프랜시스 브랜던의 남성 후손에게 먼저 왕위계승권을 주고 그 뒤로 "레이디 제인과 그 후손"에게 왕위계승권을 준다고 명시하였는데, 제인 그레이의 어머니 프랜시스 브랜던에게는 아들이 없었으므로 이는 사실상 제인 그레이를 왕위 계승자로 지명한 것이었다. 에드워드 6세의 이러한 유언은 가톨릭 교도인 메리 1세의 왕위 계승을 배재하기 위한 것이었으며 제인 그레이의 이름을 직접적으로 거명한 것은 노섬벌랜드 공작 존 더들리의 뜻이었을 것이다.
유언장은 추밀원 전원과 런던 시장, 판사, 주교 등 102 명이 지켜보는 가운데 사본이 작성되었으며 에드워드 6세가 최종적으로 확인하였다. 에드워드 6세는 유언장의 법적 효력을 위해 9월에 의회를 소집하였으나 7월 6일 사망하였다. 에드워드 6세의 죽음은 사흘간 공표되지 않다가 7월 9일 공표되었고, 다음 날인 7월 10일 제인 그레이가 새 여왕으로 선포되었다. 제인 그레이는 훗날 심문에서 계승순위가 뒤에 있는 자신이 왕위를 잇는 것은 부당하다며 이를 거부하였다고 진술하였다. 제인 그레이는 관례에 따라 런던탑에서 대관식을 준비하면서 남편인 길퍼드를 왕으로 선포하지는 않았는데, 군주의 배우자에 대한 칭호는 의회의 승인이 필요했기 때문이다.
이제 여왕의 시아버지로서 막강한 권력을 쥐게 될 노섬벌랜드 공작 존 더들리는 자신이 주도한 제인 그레이의 즉위를 확고히 하기 위해선 메리 1세를 붙잡아 둬야 한다는 점을 잘 알고 있었다. 아무리 사망한 국왕의 유언장이 발표되고 추밀원이 이를 공인하였다 하더라도 직계인 메리 1세가 왕위를 주장하게 되면 방계인 제인 그레이의 입지는 약화될 수 밖에 없었다. 가장 좋은 방책은 대관식 전에 메리 1세를 런던탑에 가두는 것이었기 때문에, 존 더들리는 국왕의 병세가 위중하니 임종을 지켜달라는 편지를 메리 1세에게 보내 런던으로 불러들였다. 그러나 이 계획은 내부의 밀고자가 메리 1세에게 경고하여 무산되었고, 메리 1세는 이스트앵글리아로 발길을 옮겨 거병하였다. 존 더들리가 이를 반란으로 규정하고 군대를 동원하여 런던을 비운사이 추밀원은 사태가 내전으로 치달을 경우 메리 1세가 승리할 수 밖에 없으리라 생각하였다. 누가 존 더들리를 버리기로 했는 지는 알려지지 않았지만 이미 이전부터 갈등이 있었던 아룬델 백작 헨리 피츠앨런이 주도하였을 것이라 추정된다.
1553년 7월 19일 제인 그레이는 런던탑의 관리였던 가올러의 주택에 가택 연금되어 재위 9일 만에 폐위되었다. 이로서 제인 그레이는 흔히 "9일 여왕"으로 불리지만, 에드워드 6세의 사망 시점부터 따질 경우 재위 기간은 몇 일 더 늘어날 수 있다. 제인 그레이의 즉위를 주도한 존 더들리는 1553년 8월 22일 반역죄로 처형되었고 9월 개회한 의회는 메리 1세를 정당한 왕위계승자로 선포하면서 제인 그레이는 왕위 찬탈자로 격하하고 즉위를 무효로 하였다.

## 죽음

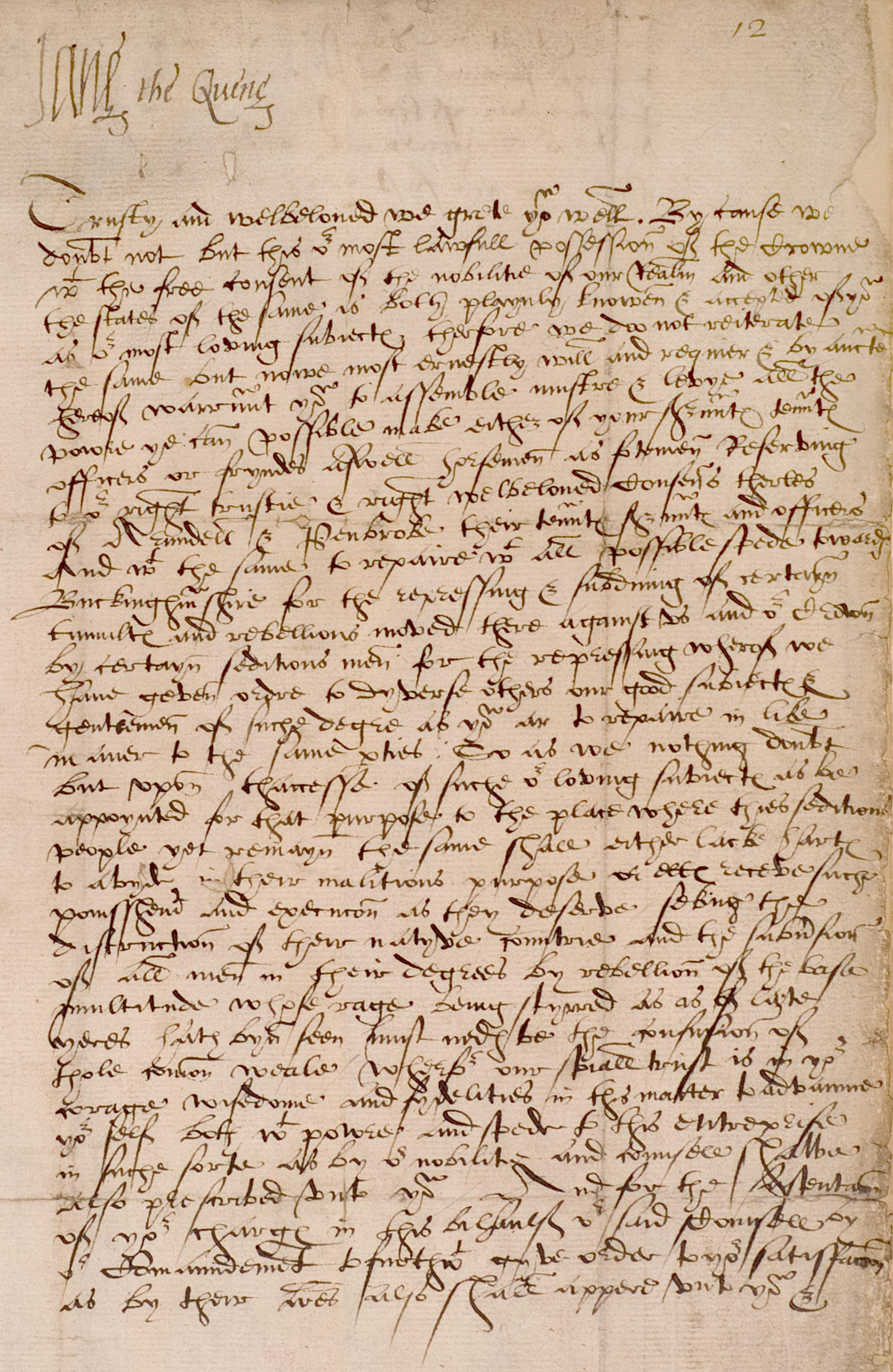
제인 그레이가 여왕으로서 서명한 문서. 재판에서 반역의 증거로 사용되었다.

제인 그레이는 존 더들리 일가가 꾸민 대역죄의 일원으로 기소되었으며 더들리가의 며느리로서 제인 더들리로 호명되었다. 1553년 11월 13일 런던시의 길드홀에서 시작된 특별재판은 제인 그레이가 여왕으로서 서명한 각종 문서를 증거로 왕위 찬탈 시도에 대해 만장일치 유죄를 인정하고 사형을 선고하였다. 당시 잉글랜드는 여성 반역자에 대해 화형을 집행하였고 특별히 군주가 허락하면 참수형을 집행할 수도 있었다. 메리 1세의 지원 세력이었던 신성 로마 제국의 대사는 카를 5세에게 제인 그레이의 처형은 반발을 불러올 것이라 보고하였다.
메리 1세는 제인 그레이의 처리 방안을 두고 고민하였다. 자신의 추밀원 신료들 대부분이 한 때 제인을 여왕으로 인정하였다는 점은 향후 스스로의 입지에 걸림돌이 될 수 밖에 없었고 단호한 처벌을 강행할 경우 반발이 우려되었기 때문이다. 더욱이 제인 그레이가 겨우 열일곱에 불과하여 동정 여론이 적지 않다는 점도 부담이었다. 제인 그레이 역시 자신은 강압에 못이겨 시아버지와 남편의 의사에 따랐을 뿐이라 진술하여 메리 1세는 되도록 사형만은 면케 할 생각이 있었다. 그러나 메리 1세가 합스부르크가의 펠리페 2세와 결혼을 추진하자 개신교도뿐만 아니라 측근들 마저 반대하는 상황이 되었고, 가톨릭 반대와 메리 1세의 퇴위를 요구하며 와이어트의 난이 일어나고 제인의 아버지 헨리 그레이가 반란에 가담하자 제인 그레이의 처형은 피할 수 없는 일이 되었다. 제인 그레이는 그나마 화형 대신 참수형이 언도되었고 1554년 2월 9일로 예정되었던 처형일은 가톨릭으로 개종할 기회를 주기 위해 3일 간 연기되었다. 그러나 제인 그레이는 메리 1세의 "영혼을 구할 기회"를 거부하였고 2월 12일 참수되었다.
제인 그레이의 처형 이후 아버지 헨리 그레이는 1554년 2월 23일 처형되었다. 어머니 프랜시스는 시종관과 재혼하였고 메리 1세로 부터 사면받아 남은 두 딸과 함께 살았다.

## 사후

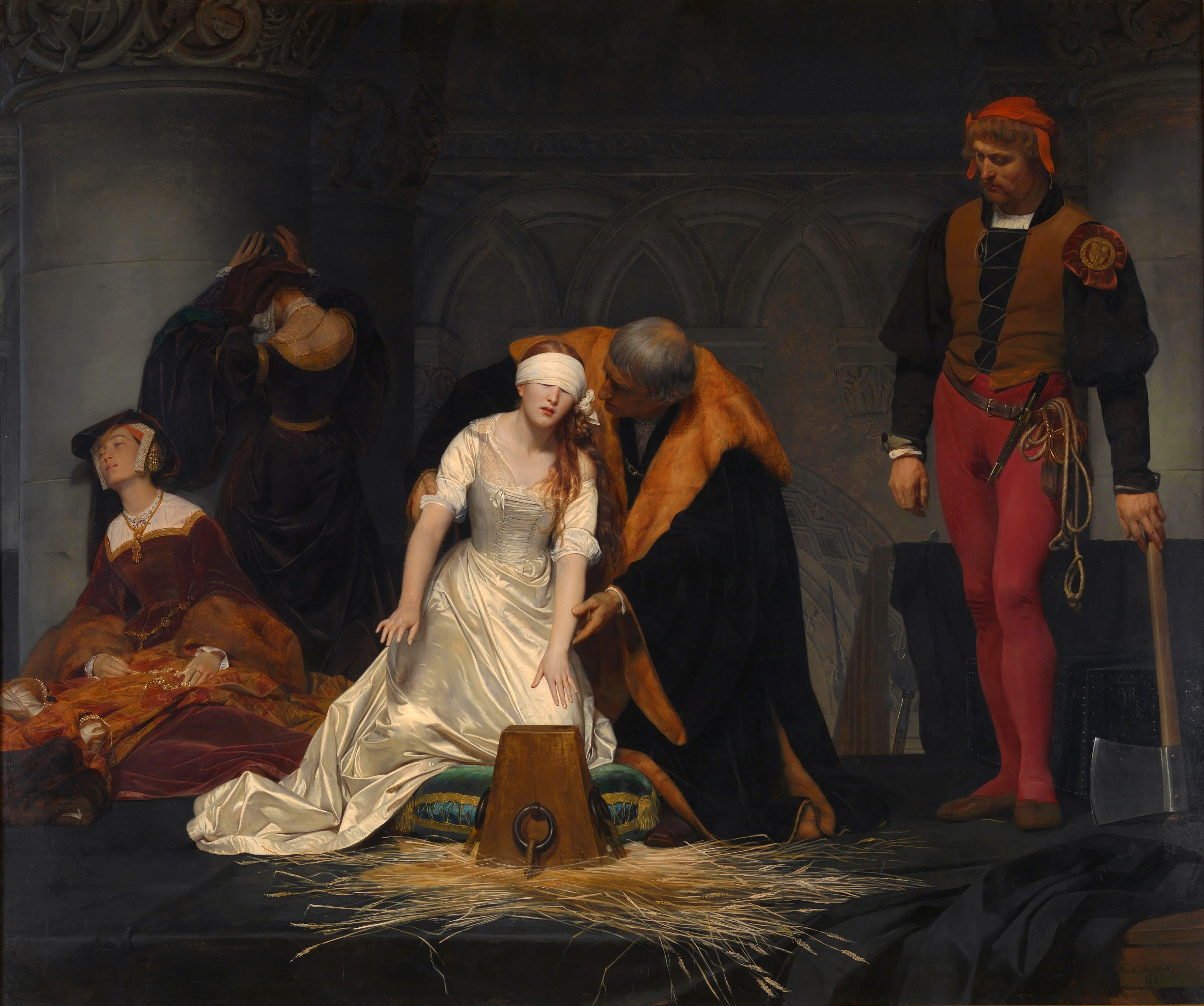
1833년 폴 들라로슈가 그린 레이디 제인 그레이의 처형

제인 그레이는 가톨릭 복귀를 꿈꾼 메리 1세뿐만 아니라 잉글랜드 국교회를 굳건히 한 엘리자베스 1세 시대에도 복권되지 않았으며 왕위 찬탈자이자 반역자로 취급되었지만, 훗날 메리 1세에 의해 박해를 받은 국교회 신도들은 제인 그레이 역시 메리 1세에 의해 박해 받은 개신교도로 평가하는 경향이 커졌다. 당대에 《폭스의 순교사》를 저술한 존 폭스는 제인 그레이를 여러 번 강조하였고, 1911년 영국 사학자 앨버트 폴라드는 제인을 "종교개혁의 반역 영웅"이라고 불렀다.
대중 문화에서 제인 그레이는 낭만적 인물로 묘사되었다. 1715년 열렬한 휘그당 당원이었던 잉글랜드의 극작가 니콜라스 로우가 집필한 《레이디 제인 그레이》는 제인 그레이를 잉글랜드를 복속시키려는 가톨릭에 맞선 정당한 왕위계승자로 묘사하였다. 이러한 대중적 인식은 낭만주의 시대에 유럽 전역으로 확산되어 1833년 프랑스의 화가 폴 들라로슈가 제인 그레이의 처형을 소재로 그림을 그렸고, 1836년 이탈리아의 카를로 페폴리는 오페라 《지오바나 그라이》(이탈리아어: Giovanna Gray)를 제작하였다. 현대 작품으로는 1986년 상영된 영화 <레이디 제인>이 있다.

## 참고 문헌
- Alford, Stephen (2002). 《Kingship and Politics in the Reign of Edward VI》. Cambridge: Cambridge University Press. ISBN 978-0-521-03971-0.
- Alford, Stephen (2014). 《Edward VI: The Last Boy King》. London: Penguin. ISBN 978-0141-97691-4.
- Ascham, Roger (1863).  Mayor, John E. B., 편집. 《The Scholemaster》 1863판. London: Bell and Daldy. OCLC 251212421.
- Bellamy, John (1979). 《The Tudor Law of Treason》. Toronto: Routlegde, Kegan & Paul. ISBN 0-7100-8729-2.
- Bindoff, Stanley T. (1953) "A Kingdom at Stake, 1553." History Today 3.9 (1953): 642–28.
- de Lisle, Leanda (2008). 《The Sisters Who Would Be Queen: Mary, Katherine and Lady Jane Grey. A Tudor Tragedy》. New York: Ballantine Books. ISBN 978-0-345-49135-0.
- Florio, Michelangelo (1607). 《Historia de la vita e dela morte de l'Illustriss. Signora Giovanna Graia》. Riccardo Pittore di Venezia.
- Harris, Nicolas (1825). 《The Literary Remains of Lady Jane Grey with a Memoir of Her Life》. London: Harding, Triphook, and Lepard.
- Hoak, Dale. (2015) "The Succession Crisis of 1553 and Mary’s Rise to Power", in Catholic Renewal and Protestant Resistance in Marian England ed. by E. Evenden and V. Westbrook (Aldershot, 2015), pp. 17–42.
- Ives, Eric (2009). 《Lady Jane Grey: A Tudor Mystery》. Malden MA; Oxford UK: Wiley-Blackwell. ISBN 978-1-4051-9413-6.
- Kewes, Paulina. (2017) "The 1553 Succession Crisis Reconsidered." Historical Research (2017). doi:10.1111/1468-2281.12178
- Loach, Jennifer (2002). 《Edward VI》. New Haven: Yale University Press. ISBN 0-30009409-4.
- Loades, David (1996). 《John Dudley Duke of Northumberland 1504–1553》. Oxford: Clarendon Press. ISBN 0-19-820193-1.
- Morrill, John S (2021). “Lady Jane Grey”. Encyclopedia Britannica. 2021년 7월 10일에 확인함.
- Weir, Alison (2007). 《Innocent Traitor》. Ballantine Books. ISBN 978-0345495341.

| 전임 에드워드 6세 | 잉글랜드와 아일랜드의 여왕 1553년 7월 10일~1553년 7월 19일 | 후임 메리 1세 |